# Калиниченко, Григорий Николаевич
Григорий Николаевич Калиниченко (1908—1984) — красноармеец Рабоче-крестьянской Красной Армии, участник Великой Отечественной войны, Герой Советского Союза (1945).

## Биография
Григорий Калиниченко родился 28 сентября 1908 года в городе Лебедин (ныне Сумской области Украины). Получил неполное среднее образование, после чего работал в лесном хозяйстве на родине. В 1930—1933 годах Калиниченко проходил службу в Рабоче-крестьянской Красной Армии. Демобилизовавшись, вернулся в Лебедин. После окончания совпартшколы работал в Лебединском райкоме ВКП(б). В июле 1943 года Калиниченко повторно был призван в армию. С февраля 1944 года — на фронтах Великой Отечественной войны, в боях три раза был ранен. Был стрелком 4-го стрелкового полка 98-й стрелковой дивизии 67-й армии 3-го Прибалтийского фронта. Отличился во время освобождения Эстонской ССР.
24 августа 1944 года во время боёв за освобождение города Элва Калиниченко уничтожил несколько десятков немецких солдат и офицеров. Заменив собой выбывшего из строя командира взвода, он успешно руководил его действиями. Под его командованием бойцы взвода уничтожили 3 танка, 2 бронетранспортёра и около 150 солдат и офицеров противника. 27 августа Калиниченко в составе группы бойцов переправился через реку Эмайыги и активно участвовал в боях за плацдарм на её западном берегу, был ранен, но продолжал сражаться.
Указом Президиума Верховного Совета СССР от 24 марта 1945 года за «храбрость и самоотверженность, проявленные в боях при освобождении Эстонии от немецких захватчиков» красноармеец Григорий Калиниченко был удостоен высокого звания Героя Советского Союза с вручением ордена Ленина и медали «Золотая Звезда» за номером 7455.
После окончания войны Калиниченко был демобилизован. Проживал в селе Кириловка Лебединского района Сумской области, работал в колхозе. Скончался 9 августа 1984 года, похоронен на Троицком кладбище Лебедина.
Был также награждён рядом медалей.